# شفيق جدايل
شفيق جدايل، (بيروت شباط/فبراير 1920 - بيروت نوفمبر/تشرين الثاني 1985) شاعر وكاتب ولغوي لبناني، لقب بأفضل من تكلم اللغة العربية في عصره. كان عميد المذيعين العرب من خلال عمله التأسيسي في إذاعة لبنان.
وبعد أن تغير اسمها إلى الإذاعة اللبنانية بشكل خاص، فترك من خلال عمله فيها بصمات ثقافية كثيرة ومتنوعة وغنت له المطربة فيروز إحدى قصائده عام 1952 حين كان عمرها 17 سنة، وهي بعنوان «تعال تعال.. كفاك دلال» وكانت من تلحين الأخوين رحباني.
قبل وفاته بأشهر قليلة منحه رئيس الجمهورية اللبنانية وسام الأرز استحقاقا برتبة ضابط ثم كرمته السلطات اللبنانية باطلاق اسمه على أحد شوارع منطقة فردان في العاصمة اللبنانية.
كما أنه كان أشهر من قام بتعليم عدد كبير من المستشرقين اللغة العربية، فحصل بعضهم على مناصب في الأمم المتحدة لالمامهم بالعربية.
كان شفيق جدايل، الذي توفي بنوبة قلبية وهو نائم في بيته ليلة 21 نوفمبر 1985 ببيروت، شاعرا وكاتبا ومربيا ومذيعا ساهم بتطوير الإذاعة اللبنانية منذ بداياتها ووصفوه دائما بأنه أستاذ المذيعين وعميدهم وشيخهم وأحد أهم مذيعي العالم العربي من دون منازع. كما كان جدايل أستاذا للغة العربية في «مدرسة أبي بكر الصديق» التابعة لجمعية المقاصد في بيروت، وعلى يديه تخرج مئات الطلاب. كما أنه مكتشف الممثل الفلسطيني محمود سعيد.
ولشفيق جدايل عدة قصائد وطنية واناشيد معروفة وهو مؤلف مسرحية «إسلام عمر» في الخمسينات، وهو أول من نقل شعائر الحج عبر الإذاعة، ثم تبعه أحمد فراج في مصر.
تزوج شفيق جدايل من اللبنانية كوثر كردي (مواليد 1924) وله منها 3 أبناء: القاضية رلى (بيروت 1953) والدكتور أسامة (بيروت 1962) وبلال (بيروت 1964) وهو رجل أعمال يقيم حاليا في أبو ظبي.
كان لشفيق جدايل نشاط كشفي مكثف، فساهم بتأسيس حركة «الكشاف المسلم» في لبنان، وأصبح قائدها ونظم نشيدها الذي أصبح فيما بعد النشيد الرسمي لجميع الحركات الكشفية العربية تقريبا. كما ألف النشيد الكشفي المعروف عربيا وعالميا «هيا إلى اللقاء». كما اشتهر بتنظيمه أدعية رمضانية كانت تذاع في المساجد ومن الإذاعة اللبنانية التي كان أشهر من أطل عبرها لتغطية الاحتفالات الرسمية اللبنانية.

## وصلات خارجية
نشيد الكشاف المسلم 